# Сотниченко, Виктор Александрович
Виктор Александрович Сотниченко — советский хозяйственный, государственный и политический деятель, Герой Социалистического Труда (1966). Член КПСС с 1965 года.

## Биография
Родился в 1929 году в селе Варваровка. Закончил восемь классов вечерней школы и заочно Тульский горный техникум. После армии ездил по комсомольской путёвке на освоение целинных земель в Алтайский край.
С 1959 года работал в Губкине. Был проходчиком шахты им. Губкина на комбинате «КМАруда», добился высокой производительности труда. Затем возглавил бригаду бурильщиков. Бригада перевыполняла нормы на 40–50 процентов, занимала первые места в соревнованиях на комбинате, в тресте «Центроруда», Министерстве чёрной металлургии СССР. В 1966 году ему было присвоено звание Героя Социалистического Труда.
Указом Президиума Верховного Совета СССР от 22 марта 1966 года присвоено звание Героя Социалистического Труда с вручением ордена Ленина и золотой медали «Серп и Молот».
С 1970 года работал на Лебединском руднике машинистом экскаватора
В 1980-е годы Виктор Александрович был награждён орденами Трудового Красного Знамени и Октябрьской Революции. Дважды избирался депутатом Верховного Совета СССР.
Последние годы жил в Старом Осколе. Умер 7 июля 2003 года.

## Награды
- Герой Социалистического Труда (1966)
- Орден Ленина (1966)
- Орден Трудового Красного Знамени (1971)
- Орден Октябрьской Революции (1981)
- Медаль «За трудовую доблесть» (1972)